# Powiat Züllichau-Schwiebus

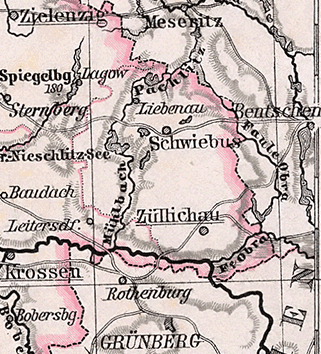
Powiat w 1905 r.

Powiat Züllichau-Schwiebus (niem. Landkreis Züllichau-Schwiebus, Kreis Züllichau-Schwiebus, Kreis Züllichau; pol. powiat sulechowsko-świebodziński) – były powiat w pruskiej rejencji frankfurckiej w prowincji Brandenburgia, istniejący w latach 1816–1945. Obszar dawnego powiatu leży obecnie w Polsce, w województwie lubuskim.
Powiat utworzono w 1816 r. z dwóch powiatów: należącego do Brandenburgii powiatu sulechowskiego na południu oraz należącego do prowincji Śląsk powiatu świebodzińskiego na północy (stanowiącego dotąd śląską eksklawę otoczoną od południa i zachodu Brandenburgią, a od wschodu graniczącego z Królestwem Polskim).
1 października 1938, po rozwiązaniu powiatu Bomst, powiat Züllichau-Schwiebus powiększył się o następujące miejscowości:
- miasta Babimost (Bomst) i Kargowa (Unruhstadt)
- gminy Alt Hauland, Obra Dolna (Alt Obra Hauland), Chwalim (Altreben), Alt Tepperbuden, Bergvorwerk, Großdorf, Podmokle Wielkie (Groß Posenbrück), Karge, Klein Posenbrück, Nowe Kramsko (Kleistdorf), Krammensee, Neu Hauland, Uście (Neu Tepperbuden), Wojnowo (Reckenwalde), Zdzisław (Unruhsau) i Wilcze (Wolfsheide).

1 stycznia 1945 w skład powiatu wchodziło:
- 5 miast: Babimost (Bomst), Lubrza (Liebenau b. Schwiebus), Świebodzin (Schwiebus), Kargowa (Unruhstadt) i Sulechów (Züllichau), z których tylko Świebodzin i Sulechów miały więcej niż 2000 mieszkańców;
- 89 gmin liczące mniej niż 2000 mieszkańców.

Siedziba powiatu znajdowała się w Züllichau.
Po przejęciu przez Polskę w 1945 r. został przekształcony w powiat sulechowsko-świebodziński.